# Alpino (F 580)
La fregata Alpino della omonima classe è entrata in servizio alla fine degli anni sessanta. Armata con sei cannoni da 76/62 MMI della Oto Melara, e un elicottero AB212 in versione ASW e dotata anche di armamento antisommergibile con due lanciasiluri tripli MK 32 per siluri da 324mm e un mortaio “Menon”.
L'unità era dotata di pinne stabilizzatrici antirollio per permettere l'impiego degli elicotteri e delle armi anche in condizioni meteorologiche avverse e di propulsione tipo CODAG con due turbine a gas Tosi-Metrovick.

## Servizio
La costruzione dell'unità avvenne nel cantiere navale di Riva Trigoso col nome di Circe (una famosa torpediniera della seconda guerra mondiale), ma durante la fase di costruzione nel giugno 1965 venne ribattezzata Alpino.
L'unità venne inquadrata nel 1º Gruppo Navale d'Altura della I Divisione Navale ed ebbe come base operativa La Spezia.
Nel 1973 la nave ha portato a termine una crociera di 496 ore ininterrotte di navigazione con 7315 miglia marine percorse, stabilendo per l'epoca un primato. La rotta portò la nave fino al mare di Labrador e le fece guadagnare il cosiddetto "occhio azzurro" o "naso blu" distintivo che denota la navigazione in acque polari.
Dopo avere effettuato servizio di squadra la nave venne sottoposta a lavori di modifica al termine dei quali nel 1996 venne riclassificata nave comando e supporto alle forze di Contromisure mine ed ebbe in seguito nel 1998 assegnato il nuovo distintivo ottico A 5384 in sostituzione del precedente F 580.
Nel corso dei lavori vennero apportate delle modifiche alle sistemazioni interne, è stato sbarcato l'armamento ASW e sono stati rimossi due cannoni da 76/62 e le turbine lasciando solamente la propulsione diesel con conseguente riduzione della velocità massima a 23 nodi.
Nel 1998 prese parte ad una esercitazione Nato come nave comando e supporto ai cacciamine Alghero (M 5556) e Chioggia (M 5560).
Nel 2002 dal 18 marzo al 22 giugno ha preso parte ad una Campagna addestrativa in Nord Europa insieme ai cacciamine Crotone e Chioggia.
"Immagini esercitazione Cooperative Partner 2004"

L'Alpino nave comando del MCMFORSOUTH durante l'esercitazione Cooperative-Partner 2004
L'Alpino con un cacciamine turco durante l'esercitazione Cooperative-Partner 2004

Nave Alpino è stata nel 2004 nave comando MCMFORSOUTH, il Gruppo Contromisure mine della NATO del Sud Europa nel corso dell'esercitazione Cooperative-Partner nel Mar Nero, ed ha fatto il suo ultimo ammainabandiera alla Spezia il 31 marzo 2006. Il lanciabas Menon a canna singola da 305 mm è conservato presso il Museo tecnico navale di La Spezia.

### Nome
Il nome dell'unità ricorda la specialità degli Alpini e questa è stata la terza unità a portare questo nome. A portare per primo il nome "Alpino" era stato un cacciatorpediniere costruito dall'Ansaldo ed in servizio dal 1909 al 1928.
Successivamente il nome è stato assegnato ad cacciatorpediniere della Classe Soldati, costruito ad Ancona, che nel corso del secondo conflitto mondiale venne perduto il 19 aprile 1943 nel porto di La Spezia durante un bombardamento americano.
Il nome Alpino è stato ereditato da una nuova fregata multimissione entrata in servizio il 30 settembre 2016.

## Motto
Il motto della nave era “Di qui non si passa”, che è anche il motto delle penne nere, coniato dal generale Luigi Pelloux, primo ispettore generale del Corpo degli alpini, il 18 ottobre 1888, durante una parata militare a Roma. In quella occasione, mentre le truppe sfilavano in parata davanti al Re d'Italia ed all'Imperatore di Germania, il Generale Pelloux concluse un discorso dicendo: "essi simboleggiano quasi, all'estrema frontiera, alle porte d'Italia, un baluardo sul cui fronte sta scritto 'Di qui non si passa'". Il motto è stato ereditato dalla nuova fregata multimissione Alpino entrata in servizio il 30 settembre 2016.